# Stazione di Varedo
La stazione di Varedo è la stazione ferroviaria situata lungo la ferrovia Milano-Asso e ubicata nel comune di Varedo (MB). È gestita da FerrovieNord.

## Strutture e impianti
É composta di un fabbricato viaggiatori e due binari per la circolazione. Nel 2015 sono terminati gli interventi di ammodernamento, riqualificazione e la messa a standard della stazione di Varedo.

## Servizi
- Biglietteria self-service
- Parcheggio di scambio